# Dudley Pound
Sir Alfred Dudley Pickman Rogers Pound (Ventnor, 29 agosto 1877 – Londra, 21 ottobre 1943) è stato un ammiraglio britannico.
Dopo una lunga carriera nella Royal Navy, iniziata come cadetto nel 1891, durante la seconda guerra mondiale assunse il comando supremo di tutta la flotta inglese (con il titolo di primo lord del mare) e la direzione generale della guerra navale su tutti i mari, incarico che tenne fino al ritiro il 15 ottobre 1943, pochi giorni prima della morte a causa di una grave malattia.

## Biografia

### Carriera nella Royal Navy
Di padre inglese e madre americana, Dudley Pound entrò in marina nel gennaio 1891 come cadetto nel Royal Naval College di Dartmouth. Nel 1909, dopo un variegato periodo in cui si specializzò nelle tecniche con i siluri e servì in Cina e nel canale della manica, venne promosso Comandante all'età di 32 anni. Nel 1913 venne incaricato come istruttore presso la Scuola Navale conoscendo William Wordsworth Fisher e imbarcandosi con lui sulla St. Vincent. Nel dicembre 1914, dopo lo scoppio della prima guerra mondiale, venne promosso capitano e servì all'Ammiragliato come secondo aiutante del famoso ammiraglio Lord Fisher, ministro della marina e principale creatore della gigantesca flotta da battaglia inglese.
Nella seconda metà dell'anno tornò in mare al comando della nave da battaglia Colossus prese parte alla grande battaglia dello Jutland il 31 maggio 1916. Nello stesso anno entrò a far parte dell'ufficio dell'Ammiragliato incaricato di pianificare lo sviluppo futuro della marina britannica e i possibili problemi. Alla fine del 1917 divenne comandante delle operazioni in patria. Nel 1920 ebbe il comando anche dell'incrociatore da battaglia Repulse. Due anni dopo ebbe un nuovo incarico a terra come direttore della divisione pianificazioni mentre nel 1925 divenne capo di stato maggiore dell'ammiraglio sir Roger Keyes, comandante in capo della Mediterranean Fleet. Tra il 1927 ed il 1929 fu assistente capo di stato maggiore all'ammiragliato, tornando poi in mare nel maggio 1929 come comandante dello squadrone incrociatori da battaglia della Atlantic Fleet. Nel 1932 partecipò alla conferenza generale per il disarmo come rappresentante della marina tornando poi all'Ammiragliato come secondo lord del mare. Nel 1933 venne decorato con il grado di cavaliere commendatore dell'Ordine del Bagno.
Nel settembre 1935 venne designato per assumere il comando della Mediterranean Fleet, che prese però solo nel marzo 1936 per non sottoporre la flotta a cambiamenti di comandanti durante la crisi Abissina. Durante la guerra di Spagna dovette gestire con attenzione i complessi problemi creati dall'embargo e dalla guerra navale non dichiarata dei sommergibili italiani nel Mediterraneo per aiutare le forze nazionaliste.
Nel giugno 1939, Dudley Pound, ormai il più esperto e prestigioso ammiraglio della Royal Navy, assumeva il comando della strategia navale e di tutte le forze inglesi sul mare come primo lord del mare; incarico di cruciale importanza alla vigilia dello scoppio della seconda guerra mondiale. Inizialmente era previsto che ad assumere la massima carica non fosse Dudley Pound, ma una serie di morti e pensionamenti tra gli alti ufficiali restrinsero la scelta su di lui.

### Primo Lord del Mare

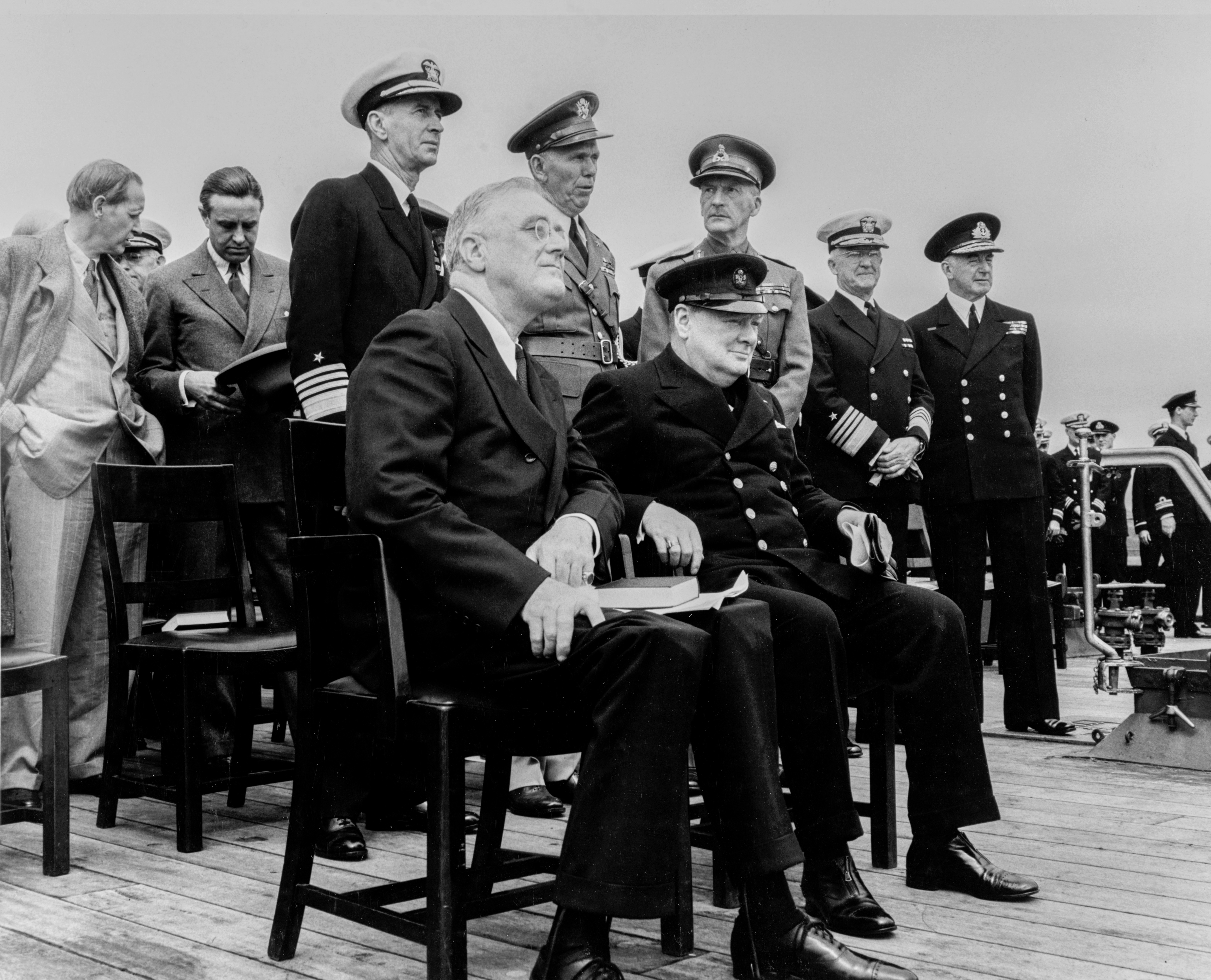
L'ammiraglio sir Dudley Pound (ultimo a destra in piedi) accanto ai capi politico-militari alleati alla conferenza dell'Atlantico ad Argentia (Canada) nell'agosto 1941. Seduti sono Roosevelt e Churchill; in piedi in prima fila, da sinistra: l'ammiraglio King (capo della Flotta americana dell'Atlantico), il generale Marshall, il generale Dill (capo di stato maggiore inglese), l'ammiraglio Stark (capo della U.S.Navy).In seconda fila a sinistra si riconoscono Harry Hopkins e Averell Harriman.

Dal settembre 1939, Dudley Pound diresse con infaticabile energia e con accortezza la guerra navale inglese, collaborando (a partire dal maggio 1940) con il nuovo primo ministro Churchill, la cui esplosiva personalità venne peraltro a volte in contrasto con quella più prudente dell'ammiraglio.
I compiti principali di Pound consistevano soprattutto nella organizzazione della decisiva battaglia dell'Atlantico da cui dipendeva la salvezza del Regno Unito, nel contrasto alle pericolose incursioni delle navi tedesche, nel mantenimento del blocco sull'Europa invasa, nella difesa dei possedimenti coloniali britannici in Medio e Estremo Oriente.
Nel gennaio 1943 partecipò alla conferenza di Casablanca, incontro fra Winston Churchill, Franklin Delano Roosevelt e Charles de Gaulle.
Momenti cruciali del suo periodo di comando furono indubbiamente la drammatica caccia alla Bismarck, dove diede prova di energia e risolutezza (anche se l'ammiraglio Tovey criticò più tardi le sue eccessive interferenze nella condotta tattica della battaglia); le sfortunate battaglie navali nel Sud-est asiatico contro i giapponesi (dove l'ammiraglio inizialmente, sottovalutando il nemico, assecondò gli irrealistici piani di Churchill che condussero alla catastrofe di Kuan-Tan), e la battaglia del convoglio PQ17, finita tragicamente per i mercantili inglesi sulla rotta dell'Artico (a causa soprattutto della sua malaugurata decisione di ordinare la dispersione del convoglio).
Molto logorato dall'estenuante carico di lavoro e dai primi segni dell'inesorabile malattia (un tumore al cervello), Dudley Pound cedette infine il comando solo pochi giorni prima della morte (avvenuta il 21 ottobre 1943, anniversario della battaglia di Trafalgar) e quindi non ebbe la gioia di partecipare alla vittoriosa fase finale della guerra navale inglese da lui condotta con coraggio e determinazione durante i drammatici e sfortunati anni iniziali.
Stratega preparato, infaticabile lavoratore (dormì durante tutta la guerra in una branda disposta nel suo studio di lavoro all'Ammiragliato di Londra), fu un comandante prudente e tenace, ma entrò spesso in contrasto con la esuberante e caleidoscopica personalità del primo ministro Winston Churchill di cui tentò (spesso senza successo) di frenare le eccessive velleità offensive e gli audaci piani, a volte irrealistici.

In sede di critica storica, è stato comunque spesso accusato di eccessiva passività e accondiscendenza nei confronti del primo ministro; alcuni suo collaboratori criticarono anche le sue costanti interferenze sulla condotta tattica in alto mare e la sua, a volte, eccessiva durezza nei confronti dei subordinati.